# Красьнево (Мазовецьке воєводство)
Красьнево (пол. Kraśniewo) — село в Польщі, у гміні Рацьонж Плонського повіту Мазовецького воєводства.
Населення — 129 осіб (2011).
У 1975-1998 роках село належало до Цехановського воєводства.

## Демографія
Демографічна структура станом на 31 березня 2011 року:
|          | Загалом | Допрацездатний вік | Працездатний вік | Постпрацездатний вік |
| -------- | ------- | ------------------ | ---------------- | -------------------- |
| Чоловіки | 59      | 13                 | 40               | 6                    |
| Жінки    | 70      | 22                 | 35               | 13                   |
| Разом    | 129     | 35                 | 75               | 19                   |